# Мортеза Гіясі
Мортеза Гіясі (перс. مرتضی قیاسی; нар. 7 квітня 1995) — іранський борець вільного стилю, бронзовий призер чемпіонату Азії, срібний призер Кубку світу, учасник Олімпійських ігор.

## Життєпис
У 2021 році тренери національної збірної Ірану довірили йому виступити на літніх Олімпійських іграх 2020 року в Токіо. У першому раунді Гіясі здолав тунісця Хайтема Дахлаві з рахунком 5:1. У чвертьфіналі індійський борець Баджранг Кумар за рахунку 2:1 на свою користь зумів покласти іранського спортсмена на лопатки.
Його старший брат Мустафа теж борець. Був чемпіоном Азії серед юніорів, бронзовим призером чемпіонату світу серед військовослужбовців.

## Спортивні результати на міжнародних змаганнях

### Виступи на Олімпіадах
| Змагання                    | Збірна | Вагова категорія          | Місце |
| --------------------------- | ------ | ------------------------- | ----- |
| Літні Олімпійські ігри 2020 | Іран   | вільна боротьба, до 65 кг | 8     |

### Виступи на Чемпіонатах Азії
| Змагання                       | Збірна | Вагова категорія          | Місце  |
| ------------------------------ | ------ | ------------------------- | ------ |
| Чемпіонат Азії з боротьби 2021 | Іран   | вільна боротьба, до 65 кг | Бронза |

### Виступи на Кубках світу
| Змагання                    | Збірна | Вагова категорія | Місце  |
| --------------------------- | ------ | ---------------- | ------ |
| Кубок світу з боротьби 2019 | Іран   | команда          | Срібло |

### Виступи на інших змаганнях
| Змагання                                     | Збірна | Вагова категорія          | Місце |
| -------------------------------------------- | ------ | ------------------------- | ----- |
| Кубок Тахті 2019                             | Іран   | вільна боротьба, до 65 кг | 14    |
| Київський Міжнародний турнір з боротьби 2017 | Іран   | вільна боротьба, до 65 кг | 15    |

### Виступи на змаганнях молодших вікових груп
| Змагання                                      | Збірна | Вагова категорія          | Місце |
| --------------------------------------------- | ------ | ------------------------- | ----- |
| Чемпіонат світу з боротьби серед кадетів 2012 | Іран   | вільна боротьба, до 54 кг | 10    |
| Чемпіонат Азії з боротьби серед кадетів 2012  | Іран   | вільна боротьба, до 54 кг | 7     |
| Чемпіонат світу з боротьби серед молоді 2018  | Іран   | вільна боротьба, до 65 кг | 5     |